# Женевские соглашения (1988)
Женевские соглашения (англ. Geneva Accords, официально «Соглашения по урегулированию ситуации в Республике Афганистан») — соглашения по урегулированию вооружённого конфликта в Афганистане, подписанное 14 апреля 1988 года правительствами Пакистана и Афганистана при участии США и СССР в качестве гарантов.
Предусматривали несколько пунктов: двустороннее соглашение между Пакистаном и Афганистаном о принципах отношений между странами, в особенности о принципе невмешательства во внутренние дела друг друга; декларация гарантов соглашения, подписанная США и СССР; двустороннее соглашение Пакистана и Афганистана о добровольном возвращении афганских беженцев в страну; соглашение о урегулировании ситуации в Афганистане, подписанное Пакистаном и Афганистаном.
Соглашения, которые со стороны СССР были подписаны Михаилом Горбачёвым и Эдуардом Шеварднадзе, также определяли график вывода советских войск из страны, который прошёл с 15 мая 1988 по 15 февраля 1989 года, положив тем самым конец этапу гражданской войны с участием СССР.
Афганская оппозиция (моджахеды) не принимала участие в переговорах и не была стороной соглашений, отвергнув их условия. В результате соглашения фактически не повлияли на ситуацию в Афганистане — Пакистан и другие союзники оппозиции продолжили вмешательство в его внутренние дела, стремясь свергнуть афганское правительство, а гражданская война не прекратилась. Так, в июне 1988 года президент Пакистана Зия-уль-Хак заявил, что Женевские соглашения — это «не что иное, как фиговый листок». Фактически, схожей точки зрения придерживались в руководстве США, которые продолжали поставки оружия моджахедам и после заключения соглашений.